# Haemaphysalis minuta
Haemaphysalis minuta är en fästingart som beskrevs av Glen M. Kohls 1950. Haemaphysalis minuta ingår i släktet Haemaphysalis och familjen hårda fästingar.
Artens utbredningsområde är Sri Lanka. Inga underarter finns listade i Catalogue of Life.